# Куксилов, Вадим Васильевич
Вадим Васильевич Куксилов (1 ноября 1923, Медный Рудник, Екатеринбургская губерния — 31 мая 1989, Курган) — участник Великой Отечественной войны, полный кавалер ордена Славы (1968), старшина. После войны работал сменным мастером на заводе.

## Биография
Вадим Васильевич Куксилов родился 1 ноября 1923 года в семье рабочего в посёлке Медный Рудник Верх-Исетской волости Екатеринбургского уезда Екатеринбургской губернии, ныне город Верхняя Пышма — административный центр Городского округа Верхняя Пышма Свердловской области. Русский. Его родители — Василий Иванович и Мария Михайловна были крестьянами–середняками, приехавшими на заработки в посёлок Медный рудник. Здесь и родились их дети Вадим и Зоя.
В 1935 году семья переехала в город Среднеуральск, где Вадим окончил школу № 5. 21 июня 1941 года поступил на курсы слесарей, которые на «отлично» окончил 9 ноября 1941 года и был принят слесарем-котельщиком первого разряда в котельный цех Среднеуральской ГРЭС. Проработал недолго, но успел сдать экзамен на второй разряд слесаря.
28 июня (или 12 сентября) 1942 года призван в ряды Рабоче-крестьянской Красной Армии Орджоникидзевским РВК Свердловска. На фронте с ноября того же года. Воевал в пехоте, участвовал в боях на Дону и под Ельней. К лету 1944 года сержант Куксилов командовал пулеметным расчетом 287-го стрелкового полка 51-й стрелковой дивизии. Отличился в боях за освобождение Белоруссии.
24 июня 1944 года в боях за деревню Ровное Шумилинского района Витебской области сержант Куксилов из пулемета подавил 3 огневые точки и уничтожил до отделения пехоты, чем обеспечил успешное продвижение стрелковых подразделений. Был представлен к награждению орденом Славы. Через несколько дней вновь отличился.
2 июля 1944 в боях за город Полоцк Витебской области из пулемета подавил 4 огневые точки противника и вывел из строя свыше 10 противников. Был ранен, но поля боя не покинул и уничтожил ещё четырёх вражеских солдат. Был вновь представлен к награждению орденом Славы.
Приказом от 6 августа 1944 года сержант Куксилов Вадим Васильевич награждён орденом Славы 3-й степени.
Приказом от 11 ноября 1944 года сержант Куксилов Вадим Васильевич награждён орденом Славы 2-й степени.
После госпиталя вернулся на фронт, но уже в другую часть. Воевал телефонистом роты связи 85-го стрелкового полка 325-й стрелковой дивизии.
17 апреля 1945 года в боях в районе населенного пункта Тенкиттен (или Занелинен) (Земландский полуостров, Восточная Пруссия) обеспечивал телефонной связью КП полка с батальоном. До 15 раз под огнём противника устранял порывы на линии.
Приказом от 14 мая 1945 года сержант Куксилов Вадим Васильевич награждён орденом Славы 3-й степени.
В 1945 году вступил в ВКП(б), в 1952 году партия переименована в КПСС.
После Победы продолжал службу в армии. В мае 1947 года старшина Куксилов был демобилизован.
Вернулся на родину. Работал помощником инструктора по профилактике в пожарной части Среднеуральской ГРЭС. В августе 1953 года вернулся в свой котельный цех, где работал водосмотром, помощником машиниста, машинистом прямоточного котла.
В 1956 году окончил вечернее отделение Среднеуральского энергетического техникума. Весной 1956 года был переведен на Курганскую ТЭЦ, переехал в город Курган. До 1963 года работал на Курганской ТЭЦ. Затем двадцать лет, до выхода на пенсию в 1983 году, сменным мастером на комбинате медицинских препаратов «Синтез».
Указом Президиума Верховного Совета СССР от 1 октября 1968 года в порядке перенаграждения Куксилов Вадим Васильевич награждён орденом Славы 1-й степени.
Вадим Васильевич Куксилов скончался 31 мая 1989 года. Похоронен на Новом Рябковском кладбище города Кургана Курганской области, на центральной аллее кладбища.

## Награды
- Орден Октябрьской Революции
- Орден Отечественной войны I степени, 6 апреля 1985 года[5]
- Орден Славы II степени № 29830, 11 ноября 1944 года[6]
- Орден Славы III степени № 623015, 6 августа 1944 года[7]
- Орден Славы III степени, 14 мая 1945 года[8]
  - Орден Славы I степени № 3163, перенаграждение 1 октября 1968 года
- медали, в том числе
  - Медаль «За отвагу», 18 февраля 1945 года[9]
  - Медаль «За боевые заслуги», 26 сентября 1943 года[9]
  - Медаль «В ознаменование 100-летия со дня рождения Владимира Ильича Ленина», 1970 год
- Ударник пятилетки (уточнить: 9-й, 10-й или 11-й?)
- Ударник коммунистического труда

## Память

Мемориальная доска в Музее военной и автомобильной техники УГМК в Верхней Пышме.

- Улица Куксилова в городе Кургане, микрорайон Левашово[10].
- Мемориальная доска на доме где жил, г. Курган, ул. 1 Мая, 10[11].
- Мемориальная доска на здании пожарной части Среднеуральской ГРЭС, г. Среднеуральск, ул. Ленина, 3. Открыта 6 мая 2015 года[12].
- Мемориальная доска Вадиму Васильевичу установлена на стенде «Верхнепышменцы и среднеуральцы Герои Советского Союза и полные кавалеры Ордена Славы» в экспозиция Музея военной техники в Верхней Пышме.

## Семья
- Отец Василий Иванович Куксилов, мать Мария Михайловна.
  - Сестра Зоя (1925—?)
- Жена (с 1948) Александра Васильевна (урожд. Патрушева, 10 декабря 1923 — 6 декабря 2007)
- Сын